# Amy Johnson
Amy Johnson (ur. 1 lipca 1903 w Kingston upon Hull, zm. 5 stycznia 1941) – angielska pilotka.

## Życiorys
Urodziła się w rodzinie zamożnego fabrykanta. Ukończyła ekonomię na uniwersytecie w Sheffield i podjęła pracę w Londynie jako sekretarka w kancelarii prawnej. Tam zainteresowała się też lotnictwem i w 1929 uzyskała licencję pilota w londyńskim aeroklubie (London Aeroplane Club). Ponadto jako pierwsza kobieta uzyskała kwalifikacje mechanika lotniczego.

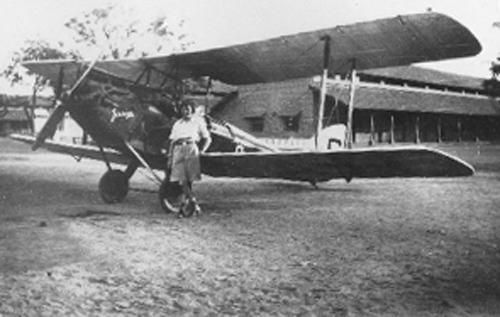
Amy Johnson i jej „Jason” w Indiach

Sławę przyniósł jej lot z Wielkiej Brytanii do Australii w 1930, którego podjęła się jako pierwsza kobieta. Wystartowała 5 maja 1930 z Croydon, a ukończyła rajd 24 maja, lądując w Darwin po przebyciu 11 tys. mil. Mimo że nie pobiła 15-dniowego rekordu tej trasy, witano ją jak gwiazdę, otrzymała też za ten lot nagrodę Harmon Trophy. Jej samolot De Havilland Gipsy Moth, o znakach G-AAAH i nazwie własnej „Jason”, znajduje się obecnie w Muzeum Nauki w Londynie. 
W dniu 1 stycznia 1931 rozpoczęła lot z Londynu przez Berlin i Moskwę do Pekinu. W wyniku trudnych warunków pogodowych zabłądziła i 4 stycznia awaryjnie lądowała w miejscowości Amelin koło Krasnosielca. Stamtąd przewieziono ją do Warszawy, a do Londynu wróciła przez Moskwę.  
Do pomysłu powróciła w lipcu 1931. Pobiła rekord przelotu na trasie z Anglii do Japonii, lecąc samolotem De Havilland Puss Moth z drugim pilotem Jackiem Humphreysem. 
W lipcu 1932 ustanowiła rekord samotnego przelotu z Anglii do Kapsztadu w Południowej Afryce, także na DH Puss Moth. W maju 1936 ponownie pobiła ten rekord samolotem Percival Gull.
W 1933 z Mollisonem wykonała przelot bez międzylądowania z Pendine Sands w południowej Walii do USA samolotem De Havilland Dragon Rapide. Lot zakończył się rozbiciem samolotu z braku paliwa w Bridgeport w stanie Connecticut. W następnym roku Johnson i Mollison przelecieli bez międzylądowania w rekordowym czasie do Indii samolotem De Havilland DH.88 Comet.
Podczas II wojny światowej wstąpiła do kobiecej jednostki transportowej Air Transport Auxiliary, dostarczającej samoloty z fabryk do jednostek RAF. W dniu 5 stycznia 1941, pilotując samolot Airspeed Oxford na lotnisko Kidlington koło Oksfordu, zaginęła. Okoliczności jej śmierci nie są do końca jasne. Ciała nigdy nie odnaleziono.

## Życie prywatne
W 1932 poślubiła brytyjskiego lotnika Jima Mollisona, który oświadczył się jej po 8 godzinach od spotkania, w czasie wspólnego lotu. Para rozwiodła się w 1938.